# Susana Posada
Susana Posada, conocida también como Sue Posada, es una actriz y cantante colombiana.

## Carrera
Posada nació en Santa Marta pero se crio en Medellín. Aunque planeaba iniciar una carrera en la música y el periodismo, debutó como actriz a comienzos de la década de 2010, figurando en producciones para televisión como Chica vampiro o El estilista. En 2016 interpretó el papel de Ana Julia en la telenovela Azúcar y un año después apareció en seis episodios del seriado Venganza. Entre 2017 y 2018 figuró en la serie Hermanos y hermanas, y en 2018 debutó en la televisión mexicana en la serie biográfica José José, el príncipe de la canción.
Otras producciones mexicanas en las que participó durante esa época incluyen Amar a muerte y Rosario Tijeras, esta última para la plataforma Netflix. En 2023 regresó a Colombia para participar en la serie Arelys Henao. Por esa misma época decidió retomar su carrera en la música, publicando un EP de cinco canciones llamado Lado B y un sencillo titulado «Como quiera».

## Filmografía

### Televisión
| Año       | Título                               | Papel              | Notas        |
| --------- | ------------------------------------ | ------------------ | ------------ |
| 2012      | Historias clasificadas               |                    | 1 episodio   |
| 2013      | Chica Vampiro                        | Zaira Fangoria     |              |
| 2014      | El estilista                         | Lourdes            |              |
| 2016      | Azúcar                               | Ana Julia Becerra  |              |
| 2016      | El tesoro                            | Cecilia Zuleta     | 1 episodio   |
| 2017      | Venganza                             | Clara Gross        | 6 episodios  |
| 2017-2018 | Hermanos y hermanas                  | Tatiana Mejía      | 84 episodios |
| 2018      | José José, el príncipe de la canción |                    |              |
| 2018      | Amar a muerte                        |                    |              |
| 2019      | Rosario Tijeras                      | Paty               |              |
| 2019      | Decisiones                           | Clara              | 1 episodio   |
| 2023      | Perfil falso                         | Madre de Camila    | 1 episodio   |
| 2023      | Arelys Henao                         | Gabriela Jaramillo |              |